# NXT UK Championship
Le NXT United Kingdom Championship (que l'on peut traduire par championnat du Royaume-Uni de la NXT) était un championnat de catch utilisé par la World Wrestling Entertainment (WWE). Il est dévoilé le 15 décembre 2016 au cours d'une conférence de presse, ce titre sert de championnat d'un nouveau show diffusé sur le WWE Network et produit au Royaume-Uni. Le premier champion est désigné lors d'un tournoi à 16 sur une période de deux jours, le 14 et 15 janvier 2017 diffusé exclusivement sur le WWE Network. Le titre est unifié avec le NXT Championship le 4 septembre 2022.

## Histoire

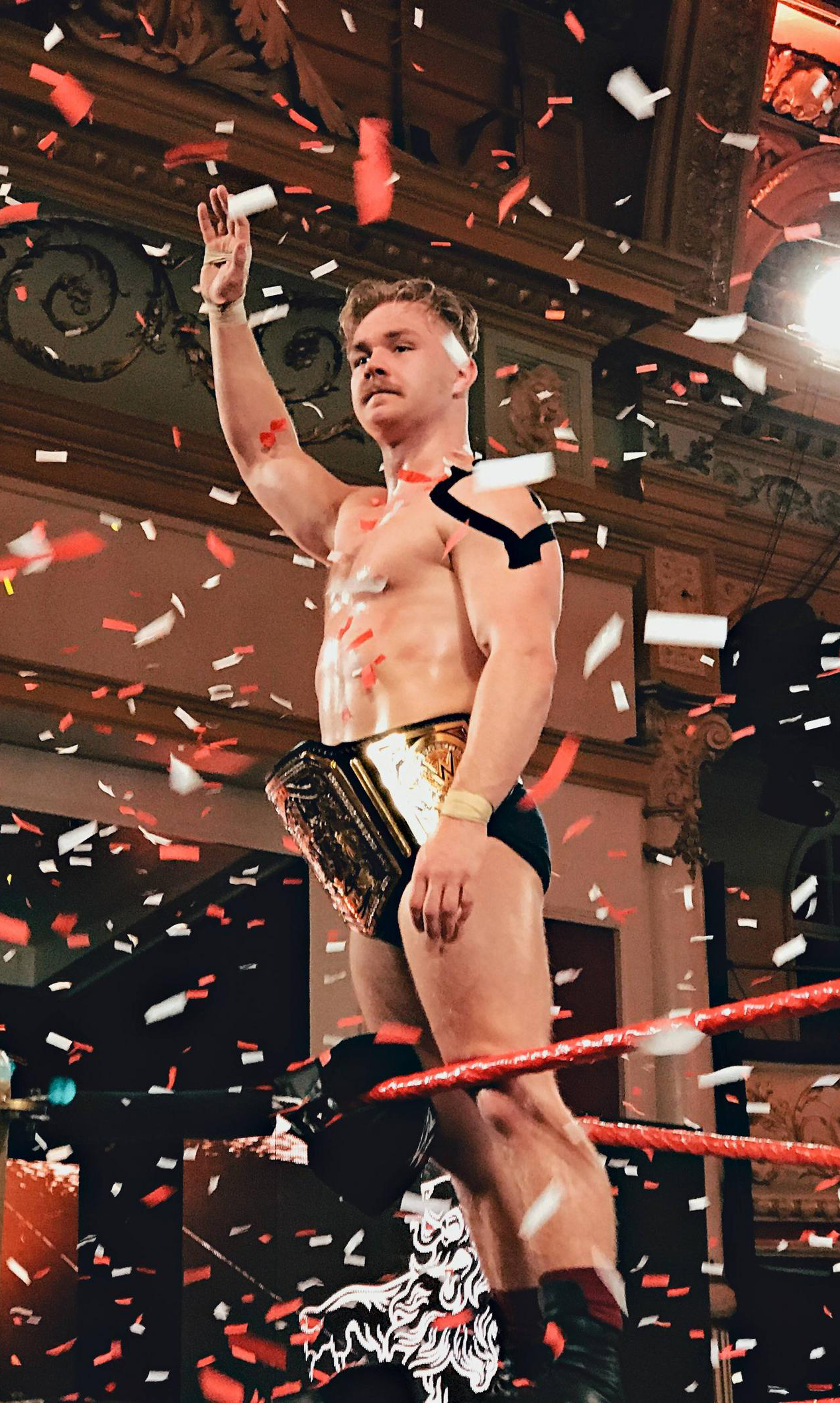
Tyler Bate, le premier champion du Royaume-Uni.

Dans une conférence de presse à l'O2 Arena le 15 décembre 2016, Triple H a révélé l'organisation par la WWE d'un tournoi de catch à 16 visant à couronner le premier champion du Royaume-Uni de la WWE. Le tournoi s'étale sur une période de deux jours, à partir du 14 janvier 2017, et va être diffusé exclusivement sur le WWE Network. La ceinture de championnat est destinée à être le titre de championnat d'une nouvelle émission du WWE Network, produit au Royaume-Uni.
Lors du pay-per-view Summerslam 2018, Pete Dunne devient le champion avec le plus long règne en cours à la WWE après que Brock Lesnar ait perdu le titre universel de la WWE qu'il détenait depuis 503 jours.

### Tournoi inaugural
|  | Huitièmes de finale | Huitièmes de finale |              |       | Quarts de finale | Quarts de finale |  |  | Demi-finales | Demi-finales |  |  | Finale | Finale |
|  | Huitièmes de finale | Huitièmes de finale |              |       | Quarts de finale | Quarts de finale |  |  | Demi-finales | Demi-finales |  |  | Finale | Finale |
|  |                     |                     |              |       |                  |                  |  |  |              |              |  |  |        |        |
|  |                     |                     |              |       |                  |                  |  |  |              |              |  |  |        |        |
|  |                     |                     |              |       |                  |                  |  |  |              |              |  |  |        |        |
|  | Tyler Bate          | Tombé               |              |       |                  |                  |  |  |              |              |  |  |        |        |
|  | Tyler Bate          | Tombé               |              |       |                  |                  |  |  |              |              |  |  |        |        |
|  | Tucker              | 10:37               |              |       |                  |                  |  |  |              |              |  |  |        |        |
|  | Tucker              | 10:37               | Tyler Bate   | Tombé |                  |                  |  |  |              |              |  |  |        |        |
|  |                     |                     | Tyler Bate   | Tombé |                  |                  |  |  |              |              |  |  |        |        |
|  |                     | Jordan Devlin       | 6:05         |       |                  |                  |  |  |              |              |  |  |        |        |
|  | Jordan Devlin       | Jordan Devlin       | 6:05         | Tombé |                  |                  |  |  |              |              |  |  |        |        |
|  | Jordan Devlin       |                     |              | Tombé |                  |                  |  |  |              |              |  |  |        |        |
|  | Danny Burch         | 08:51               |              |       |                  |                  |  |  |              |              |  |  |        |        |
|  | Danny Burch         | 08:51               | Tyler Bate   | Tombé |                  |                  |  |  |              |              |  |  |        |        |
|  |                     |                     | Tyler Bate   | Tombé |                  |                  |  |  |              |              |  |  |        |        |
|  |                     | Wolfgang            | 5:55         |       |                  |                  |  |  |              |              |  |  |        |        |
|  | Trent Seven         | Wolfgang            | 5:55         | Tombé |                  |                  |  |  |              |              |  |  |        |        |
|  | Trent Seven         |                     |              | Tombé |                  |                  |  |  |              |              |  |  |        |        |
|  | HC Dyer             | 05:27               |              |       |                  |                  |  |  |              |              |  |  |        |        |
|  | HC Dyer             | 05:27               | Trent Seven  | 6:35  |                  |                  |  |  |              |              |  |  |        |        |
|  |                     |                     | Trent Seven  | 6:35  |                  |                  |  |  |              |              |  |  |        |        |
|  |                     | Wolfgang            | Tombé        |       |                  |                  |  |  |              |              |  |  |        |        |
|  | Wolfgang            | Wolfgang            | Tombé        | Tombé |                  |                  |  |  |              |              |  |  |        |        |
|  | Wolfgang            |                     |              | Tombé |                  |                  |  |  |              |              |  |  |        |        |
|  | Tyson T-Bone        | 06:14               |              |       |                  |                  |  |  |              |              |  |  |        |        |
|  | Tyson T-Bone        | 06:14               | Tyler Bate   | Tombé |                  |                  |  |  |              |              |  |  |        |        |
|  |                     |                     | Tyler Bate   | Tombé |                  |                  |  |  |              |              |  |  |        |        |
|  |                     | Pete Dunne          | 15:11        |       |                  |                  |  |  |              |              |  |  |        |        |
|  | Mark Andrews        | Pete Dunne          | 15:11        | Tombé |                  |                  |  |  |              |              |  |  |        |        |
|  | Mark Andrews        |                     |              | Tombé |                  |                  |  |  |              |              |  |  |        |        |
|  | Dan Moloney         | 05:42               |              |       |                  |                  |  |  |              |              |  |  |        |        |
|  | Dan Moloney         | 05:42               | Mark Andrews | Tombé |                  |                  |  |  |              |              |  |  |        |        |
|  |                     |                     | Mark Andrews | Tombé |                  |                  |  |  |              |              |  |  |        |        |
|  |                     | Joseph Conners      | 8:10         |       |                  |                  |  |  |              |              |  |  |        |        |
|  | James Drake         | Joseph Conners      | 8:10         | 07:16 |                  |                  |  |  |              |              |  |  |        |        |
|  | James Drake         |                     |              | 07:16 |                  |                  |  |  |              |              |  |  |        |        |
|  | Joseph Conners      | Tombé               |              |       |                  |                  |  |  |              |              |  |  |        |        |
|  | Joseph Conners      | Tombé               | Mark Andrews | 10:33 |                  |                  |  |  |              |              |  |  |        |        |
|  |                     |                     | Mark Andrews | 10:33 |                  |                  |  |  |              |              |  |  |        |        |
|  |                     | Pete Dunne          | Tombé        |       |                  |                  |  |  |              |              |  |  |        |        |
|  | Pete Dunne          | Pete Dunne          | Tombé        | Tombé |                  |                  |  |  |              |              |  |  |        |        |
|  | Pete Dunne          |                     |              | Tombé |                  |                  |  |  |              |              |  |  |        |        |
|  | Roy Johnson         | 07:44               |              |       |                  |                  |  |  |              |              |  |  |        |        |
|  | Roy Johnson         | 07:44               | Pete Dunne   | Tombé |                  |                  |  |  |              |              |  |  |        |        |
|  |                     |                     | Pete Dunne   | Tombé |                  |                  |  |  |              |              |  |  |        |        |
|  |                     | Sam Gradwell        | 4:50         |       |                  |                  |  |  |              |              |  |  |        |        |
|  | Saxon Huxley        | Sam Gradwell        | 4:50         | 06:07 |                  |                  |  |  |              |              |  |  |        |        |
|  | Saxon Huxley        |                     |              | 06:07 |                  |                  |  |  |              |              |  |  |        |        |
|  | Sam Gradwell        | Tombé               |              |       |                  |                  |  |  |              |              |  |  |        |        |
|  | Sam Gradwell        | Tombé               |              |       |                  |                  |  |  |              |              |  |  |        |        |

## Conception de la ceinture de championnat
Comme avec la plupart des ceintures de championnat dévoilées en 2016, la conception de base de la ceinture est similaire a celle du WWE Championship, bien sûr avec des différences notables. Au lieu d'une grande coupe sur le logo de la WWE, la plaque centrale est calquée sur les Armoiries royales du Royaume-Uni avec le lion de Llywelyn le Grand et la licorne écossaise de chaque côté des bras, tandis que le centre du blindage a été remplacé par le logo de la WWE. Au sommet de la plaque centrale, on aperçoit les joyaux de la Couronne britannique. La bannière du dessus se lit « Royaume-Uni » alors que la bannière du dessous se lit « Champion ». Comme la ceinture de Champion WWE et les autres ceintures introduites en 2016, la ceinture du championnat du Royaume-Uni dispose de deux plaques latérales, les deux séparées par des barres de séparation d'or, avec des sections rondes amovibles qui peuvent être remplacées par le logo de l'actuel champion, les plaques de défaut comportent le logo de la WWE. Les plaques sont sur un bracelet en cuir noir.

## Règnes
| No. | Champion      | Règne | Date             | Durée     | Lieu                   | Événement                                  | Notes | Ref.  |
| --- | ------------- | ----- | ---------------- | --------- | ---------------------- | ------------------------------------------ | --- | ----- |
| 1   | Tyler Bate    | 1     | 15 janvier 2017  | 125 jours | Blackpool, Royaume-Uni | WWE United Kingdom Championship Tournament | Gagnant de la finale du WWE United Kingdom Championship Tournament 2017 en battant Pete Dunne.                             | [ 3 ] |
| 2   | Pete Dunne    | 1     | 20 mai 2017      | 685 jours | Chicago, Illinois      | NXT Takeover: Chicago                      | En juillet 2018, le roster NXT UK est créé. Dunne défend le titre à NXT et NXT UK.                                         | [ 4 ] |
| 3   | WALTER        | 1     | 5 avril 2019     | 870 jours | Brooklyn, New York     | NXT Takeover : New York                    | Plus long règne de l'histoire du titre. Le championnat change de nom pour devenir le championnat du Royaume-Uni de la NXT. | [ 5 ] |
| 4   | Ilja Dragunov | 1     | 22 août 2021     | 319 jours | Orlando, Floride       | NXT TakeOver 36                            | | [ 6 ] |
| —   | Vacant        | —     | 7 juillet 2022   | 0 jour    | Londres, Angleterre    | NXT UK                                     | |       |
| 5   | Tyler Bate    | 2     | 7 juillet 2022   | 59 jours  | Londres, Angleterre    | NXT UK                                     | |       |
| 6   | Bron Breakker | 1     | 4 septembre 2022 | 0 jour    | Orlando (Floride)      | Worlds Collide (2022)                      | Tyler Bate dans un match où le titre de Bron Breakker était également en jeu afin d'unifier les deux titres                | [ 1 ] |
| —   | Unifié        | —     | 4 septembre 2022 | —         | Orlando (Floride)      | Worlds Collide (2022)                      | Bron Breakker unfie le titre NXT et NXT UK                                                                                 |       |

### Règnes combinés
| Signe | Notes                                               |
| ----- | --------------------------------------------------- |
|       | Travaille actuellement à la WWE en tant que lutteur |

| Rang | Catcheuses    | Nombre de règnes | Jours combinés |
| ---- | ------------- | ---------------- | -------------- |
| 1    | WALTER        | 1                | 870            |
| 2    | Pete Dunne    | 1                | 685            |
| 3    | Ilja Dragunov | 1                | 350            |
| 4    | Tyler Bate    | 2                | 184            |
| 5    | Bron Breakker | 1                | 0              |